# Martin Lundell (VD)
Martin Lundell är sedan 2009 VD för branschorganisationen Sveriges bagare & konditorer. Som talesperson för landets alla bagerier och konditorier diskuterar han svensk brödkultur, politiska frågor (främst momssänkning och utbildningsfrågor) och lyfter fram branschen. Han har också ansvarat för såväl bröllopstårtan till Kronprinsessparet, dvs Kronprinsessan Victoria och Daniel såväl som för tårtan till Prins Carl Philip och Sofia.